# 비락 수정과
비락 수정과(肥樂 水正果)는 팔도에서 판매 중인 전통 음료이다.

## 같이 보기
- 비락 식혜